# Abrônia (gente)
A gens Abrônia (em latim: Abronia) foi uma família plebeia da Roma Antiga, durante o tempo do imperador Augusto. Esta é uma família obscura na história Romana. Esta gente é conhecido principalmente por duas pessoas, o poeta Abrônio Silão, e seu filho, que escreveu pantomimas. Fontes epigráficas fornecem alguns outros exemplos deste nome, mas as leituras são muito incertas, e é possível que Abrônio seja meramente uma variação ortográfica de Aprônio.

## Membros
- Abrônio Silão, o poeta latino, foi um dos alunos do retórico Marco Pórcio Latrão. Ele floresceu durante os últimos anos do imperador Augusto.[2][3]
- Abrônio Silão, filho do poeta Abrônio Silão, também era poeta, mas Sêneca relata que ele escreveu para pantomimas, que eram consideradas uma forma de baixa cultura.[2][3]
- Abrônia Quinta, nomeada em uma inscrição do primeiro século de Dume na Hispânia, junto com Abrônio Reburro. Em ambos os casos, o nomen é incerto.[4]
- Abrônio Reburro, nomeado em uma inscrição do primeiro século de Dume, junto com Abrônia Quinta.[4]
- Caio Abrônio Car[...], um nome de leitura incerta que ocorre em duas inscrições de Vituduro na Germânia Superior, datadas por volta do reinado de Cláudio.[5]